# Adamus micrositoides
Adamus micrositoides is een keversoort uit de familie zwartlijven (Tenebrionidae). De wetenschappelijke naam van de soort werd voor het eerst geldig gepubliceerd in 1975 door Kaszab.